# Мария Гигова
Мария Вердова Гигова e българска художествена гимнастичка, първата в света трикратна световна шампионка по художествена гимнастика.

## Биография
Мария Гигова е първата голяма звезда на българската художествена гимнастика. Нейните съчетания се характеризират с голяма трудност, висока скорост и оргиналност. Дълги години конкуренцията ѝ с Нешка Робева вдига летвата в българската гимнастика до такава степен, че България се превръща в най-голямата сила в световната гимнастика.
Гигова е трикратен световен шампион по художествена гимнастика за 1969, 1971 и 1973 година.

## Постижения
- През 1965 г. на Световното първенство в Прага завършва на шесто място в многобоя.
- През 1967 г. на Световното първенство в Копенхаген завършва на първо място с обръч.
- През 1969 г. на Световното първенство във Варна печели златен медал в многобоя, златен медал без уред, златен медал с обръч, златен медал с въже и сребърен медал с топка.
- През 1971 г. на Световното първенство в Хавана печели златен медал в многобоя, златен медал с бухалки и бронзов медал с лента.
- През 1973 г. на Световното първенство в Ротердам печели златен медал в многобоя, златен медал с обръч, бронзов медал с бухалки и бронзов медал с лента.

## Кариера
- От 1978 г. и понастоящем е член на техническия комитет по художествена гимнастика на Международната федерация по гимнастика (ФИГ).
- От 1980 до 1992 г. е председател на техническия комитет на Международната федерация по гимнастика (ФИГ).
- От 1978 до 1982 г. е заместник-председател на Българската федерация по художествена гимнастика.
- От 1982 до 1989 и през 1999 г. е председател на Българската федерация по художествена гимнастика.

## Факти
- Обявена е за „Гимнастичка на века“.
- Наградена с първия почетен спортен „ИКАР“ от фондация „Български спорт – 2000“.
- Наградена с медал „Международна жена на 2000 – 2001 година“ от Международния биографичен център в Кеймбридж, Англия.
- Наградена с орден „Стара планина“ I степен „за изключително големите ѝ заслуги за развитието на спорта“ през 2017 г.[1]